# Syringonomus typicus
Syringonomus typicus är en rundmaskart som beskrevs av Hope och Murphy 1969. Syringonomus typicus ingår i släktet Syringonomus och familjen Leptosomatidae. Inga underarter finns listade i Catalogue of Life.